# Planet Express-schip

Planet Express-logo

Het Planet Express schip is een fictief ruimteschip uit de animatieserie Futurama.
Het schip is ontworpen en gebouwd door Professor Hubert Farnsworth. Het is het enige schip van de koerierdienst Planet Express. Het schip wordt gewoon behandeld als een levenloos object, maar Bender refereert aan de automatische piloot als “hem”. In de aflevering "Love and Rocket" bleek het schip ook over kunstmatige intelligentie te beschikken.

## Het schip
Daar de professor zijn crew vaak op gevaarlijke missies stuurt (dat brengt meer op), is het schip goed bewapend en erg snel. Het schip kan duidelijk sneller reizen dan de huidige lichtsnelheid (die al eerder was verhoogd om sneller te kunnen reizen). De snelheid maakt het schip ook tot een efficiënt koerierschip, daar zelfs missies naar de grenzen van het universum binnen een week kunnen worden gedaan.
Behalve dat hij snel is, is het Planet Express schip ook erg stevig. In de aflevering "The Deep South" werd het schip onder water getrokken, en kon gemakkelijk de grote druk op honderden meters diepte weerstaan. Tevens heeft het schip vele noodlandingen en botsingen doorstaan waarbij een ander schip totaal vernietigd zou worden.
Het huidige schip is niet het eerste Planet Express-schip. Ten minste één ander schip was in gebruik voordat Fry, Leela en Bender werden aangenomen bij Planet Express. Dit schip werd samen met de crew vernietigd bij een missie om ruimtehoning te halen. Het huidige schip werd voor het eerst gezien in de aflevering "Space Pilot 3000".

## Crew
Leela is de kapitein van het schip, terwijl Fry en Bender crewleden zijn. Fry's officiële positie is bezorger, en hij bedient ook de lasers van het schip tijdens gevechten. Bender was oorspronkelijk de kok van het schip, en doet ook geregeld ander karweitjes aan boord.
Hermes en Amy kunnen het schip ook besturen,maar zij vergezellen Fry, Leela en Bender maar zelden bij een missie. Fry bestuurde het schip eveneens een keer in de aflevering "Amazon Women in the Mood" en "Birdbot of Ice-Catraz", maar had er duidelijk moeite mee.

## Missies
Het schip deed mee aan de strijd tegen de Omicronians in de aflevering "When Aliens Attack". Tevens was het schip betrokken bij Zapp Brannigan's aanval op de neutrale thuiswereld in "Brannigan Begin Again", en bij de collectie van donkerematerie-olie op Pluto. Het schip redde het universum ook van een verstoring in de tijd in "Time Keeps on Slippin'", en redde de originele Star Trekcast in "Where No Fan Has Gone Before".
Voor het overgrote merendeel wordt het schip gewoon gebruikt voor het afleveren of ophalen van goederen op andere planeten. Een paar van de meest opvallende missies waren het bezorgen van een bom voor het opblazen van een grote bal afval ("A Big Piece of Garbage"), de atomische tiara van Miss Universe ("The Lesser of Two Evils"), een lading Zubaanse sigaren ("Bender Gets Made"), Popplers ("The Problem with Popplers") en suikerharten ("Love and Rocket").

## Ontwerp
Het schip lijkt in het algemeen op een enorme versie van Thunderbird 2, een van de machines uit de televisieserie Thunderbirds. Zo heeft het schip dezelfde voorkant en groene kleur, maar andere vleugels en staart. Het schip heeft drie vinnen aan de achterkant en de scheepsromp is meer in de vorm van een waterdruppel. Een laserkanon bevindt zich achter op het schip. Het schip heeft drie poten als landingsgestel. Aan beide kanten van het voorste landingsgestel zitten torpedobuizen.
De vrachtruimte heeft een grote laaddeur in de bodem van het schip. Lading die te groot is voor de deur wordt of aan de scheepsromp vastgebonden, of op sleeptouw genomen.
Het schip gebruikt donkere materie als brandstof. De motoren hebben blijkbaar een brandstofefficiëntie van 200% door de speciale naverbranders die de professor heeft ontworpen. Deze naverbranders bewegen niet het schip, maar verplaatsen het universum om het schip heen.

## Locaties
- Cockpit – de ruimte van waaruit het schip wordt bestuurd. De kapitein zit in een stoel achter in de cockpit, en de crew in twee stoelen ervoor. Passagiers zitten helemaal vooraan.
- Cabines – De slaapvertrekken van de bemanning. Leela heeft een grote cabine voor zichzelf met een eigen kast en bed. Fry en Bender delen een kleine cabine waarin ze elk enkel een hangmat hebben.
- Wasruimte – hoewel hij een keer als gevangenis is gebruikt, dient deze kamer vooral voor datgene wat zijn naam suggereert.
- Kombuis – hier serveert Bender de maaltijden. Wordt ook wel gebruikt als recreatiekamer.
- Computer kern – de locatie van de hoofdcomputer van het schip. De kamer lijkt sterk op die van de HAL 9000 uit 2001: A Space Odyssey.
- Vrachtruimtes – bevinden zich onder in het schip. Hierin wordt de lading vervoerd. Er zitten ook een magnetische haak en een onbreekbare diamanten kabel in.
- Reactorkamer – oorspronkelijk zat hier maar één donkeremateriereactor. Later gaf de professor het schip een tweede reactor.
- Den – een kamer die enkel gebruikt werd in de aflevering "Why Must I Be a Crustacean in Love?". Hier leert Fry Dr. Zoidberg de aspecten van de liefde. Er zitten een whiteboard en een slurmmachine.

## Apparaten
- Zwaartekrachtpomp – staat altijd aan als het schip in de ruimte is.
- Anti-geur – werd gebruikt toen de crew een grote afvalbal benaderde. Dit apparaat blokkeert vieze geuren en houdt het schip fris.
- Koffiemaker – gebruikt in "Space Pilot 3000".
- Magnetron – een standaard magnetron die als hij verkeerd wordt gebruikt in het bijzijn van een supernova, het schip door de tijd laat reizen (zoals in "Roswell That Ends Well").
- Antenne (vermoed)- gebruikt in "Mother's Day" door Mom om alle robots in haar macht te krijgen.
- Diamond Filament Tether – gebruikt in "The Deep South" door Bender als een vislijn. Wordt ook gebruikt om het schip vast te leggen.
- Donkeremateriemotoren – de motoren die het schip zijn enorme snelheid geven..
- Giraffevangnet – gebruikt in "The Route of All Evil" om niet bezorgde kranten te dragen. Was oorspronkelijk bedoeld om giraffes te vangen.
- Kooi voor de leeuw – werd door de professor boven de cockpit gezet in de aflevering Love and Rocket.
- Donkeremateriereactor – ook gezien in "Love and Rocket".
- Planet Express schip persoonlijkheid - In "Love and Rocket" krijgt het schip een andere persoonlijkheid met meer vrouwelijke eigenschappen.
- High Speed Digital Chronograph – uit "Roswell that Ends Well". In feite een geavanceerde kalender.
- High Beams - in "Teenage Mutant Leela's Hurdles" bleken de koplampen van het schip wegmarkeringen te kunnen desintegreren.

## Modificaties
Het schip wordt vaak aangepast om aan te sluiten bij de plot van een aflevering. In alle gevallen is het schip in de aflevering erop weer in zijn oude staat teruggebracht.
- In "The Deep South" verving de crew de motoren door een enorme vis zodat het schip onder water kon varen.
- In "Where No Fan Has Gone Before" kreeg het Planet Express schip de motoren van een schip gebruikt door de originel Star Trek cast.
- In "The Problem with Popplers" werd het woord Planet Express vervangen door Poppler Express.
- In "The Route of All Evil" kreeg het schip een andere kleur en de naam "Awesome Express".
- In "The Time Keeps on Slipping" kreeg het schip een "bad ass" zwaartekrachtpomp die hele sterren kon verplaatsen.